# ALI (banda)
ALI (acrónimo de Alien Liberty International) es una banda multinacional de hip hop/funk formada en 2016 en Shibuya, Tokio. Todos los miembros de la banda están mezclados con raíces en Japón, Europa, América, Asia y África.
La banda lanzó su primer sencillo «Wild Side» y su primer álbum ALI en 2019. «Wild Side» fue elegido para ser el tema de apertura de la primera temporada del anime Beastars. Un año después, ALI lanzó su segundo sencillo «Lost in Paradise» con el rapero AKLO, utilizado como tema final del anime Jujutsu Kaisen.
El 14 de mayo de 2021, se anunció en el sitio web oficial de la banda que serían suspendidos indefinidamente debido a la controversia del baterista Kahadio.
El 18 de noviembre de 2021, se anunció en el sitio web oficial de la banda que sus actividades volverían a la normalidad, pero el baterista Kahadio ya no sería parte del grupo.

## Miembros de la banda

### Miembros actuales
- Leo Imamura - voz (2016–presente)
- Luthfi Rizki Kusumah - bajo (2016–presente)
- Alexander Taiyo Fidel - percusión (2016–presente)
- César Aiichiro - guitarra (2020–presente)

### Miembros anteriores
- Jua - rapero (2016–2020)
- Zeru - guitarra (2016–2020)
- Kahadio (Kadio Shirai) - batería (2016–2021)
- Yu Hagiwara - saxofón (2016–2021)
- Jin Inoue - teclado (2016–2021)

## Discografía

### Álbumes

#### Miniálbumes
| Título                                                   | Detalles del álbum                                                                                                  | Posiciones pico del gráfico | Posiciones pico del gráfico |
| Título                                                   | Detalles del álbum                                                                                                  | JPN Oricon                  | JPN Billboard               |
| -------------------------------------------------------- | --- | --------------------------- | --------------------------- |
| ALI                                                      | - Lanzamiento: 27 de noviembre de 2019 - Discográfica: Alien Liberty International - Formatos: CD, descarga digital | -                           | -                           |
| Love, Music and Dance                                    | - Lanzamiento: 27 de enero de 2021 - Sello: Sony Music - Formatos: CD, descarga digital                             | 110                         | 75                          |
| Inglourious Eastern Cowboy                               | - Lanzamiento: 23 de febrero de 2022 - Sello: Sony Music - Formatos: CD, descarga digital                           | -                           | -                           |
| "-" denota elementos que no se incluyeron en el gráfico. | |                             |                             |

### Sencillos
| Título                              | Año  | Posiciones máximas | Posiciones máximas | Notas                                                           | Álbum                                      |
| Título                              | Año  | Oricon             | Japan Hot 100      | Notas                                                           | Álbum                                      |
| ----------------------------------- | ---- | ------------------ | ------------------ | --------------------------------------------------------------- | ------------------------------------------ |
| «Wild Side»                         | 2019 | 113                | -                  | Mejor secuencia de apertura en los Crunchyroll Anime Award 2020 | Sencillos que no pertenecen ningún a álbum |
| «Lost in Paradise» (featuring AKLO) | 2020 | 28                 | 44                 | Mejor secuencia de cirre en los Crunchyroll Anime Award 2020    | Sencillos que no pertenecen ningún a álbum |
| «Teenage City Riot»                 | 2021 | -                  | -                  |                                                                 | Sencillos que no pertenecen ningún a álbum |

## Videos musicales
| Año  | Canción                                                            | Director(es)                     | Álbum                                      | Enlace |
| ---- | ------------------------------------------------------------------ | -------------------------------- | ------------------------------------------ | ------ |
| 2019 | «Vim»                                                              | Desconocido                      | ALI                                        |        |
| 2019 | «Staying in the Groove»                                            | Masanori Kobayashi, Takuya Chiba | ALI                                        |        |
| 2019 | «Temptations»                                                      | Desconocido                      | ALI                                        |        |
| 2019 | «Tokyo Pharaoh»                                                    | Desconocido                      | ALI                                        |        |
| 2019 | «No Tomorrow (Give It Up)»                                         | Yusuke Kasai                     | ALI                                        |        |
| 2019 | «Wild Side»                                                        | Naohiro Ohashi                   | Sencillos que no pertenecen a ningún álbum |        |
| 2020 | «Muzik City» (featuring Nami Chie, Alonzo, 6B)                     | Desconocido                      | Sencillos que no pertenecen a ningún álbum |        |
| 2020 | «Better Days» (featuring Dos Monos)                                | Katsuki Kuroyanagi               | Sencillos que no pertenecen a ningún álbum |        |
| 2020 | «Lost In Paradise» (featuring AKLO)                                | Kento Yamada & The Monaco Club   | Sencillos que no pertenecen a ningún álbum |        |
| 2021 | «Fight Dub Club» (featuring J-Rexxx, Rueed)                        | Desconocido                      | Love, Music and Dance                      |        |
| 2021 | «Feelin' Good» (featuring Umeda Saifā, Koperu, Peko, KZ, R-Shitei) | Desconocido                      | Love, Music and Dance                      |        |
| 2022 | «Teenage City Riot» (featuring R-Shitei)                           | Margt                            | Inglourious Eastern Cowboy                 |        |
| 2022 | «NEVER SAY GOODBYE» (featuring Mummy-D)                            | Kento Yamada                     |                                            |        |

## Controversia
En noviembre de 2020, se anunció que la banda interpretaría el tema de apertura del anime de 2021 The World Ends with You: The Animation con «Teenage City Riot». Sin embargo, el 4 de abril de 2021, se anunció que la canción de apertura se cambiaría debido al arresto del baterista Kahadio por participar en una estafa de reembolso. El 23 de abril de 2021, Kahadio fue arrestado nuevamente por un caso de fraude separado. Kahadio y sus amigos le estaban ofreciendo a una anciana un reembolso por los gastos médicos a cambio de transferir su dinero a una cuenta. Luego retiró la mitad del dinero de la misma cuenta. Debido a la controversia, la banda hizo una pausa indefinida el 14 de mayo de 2021, además de retirar la mayoría de sus canciones de las plataformas de transmisión.